# Ermida de São João (Ribeira Grande)

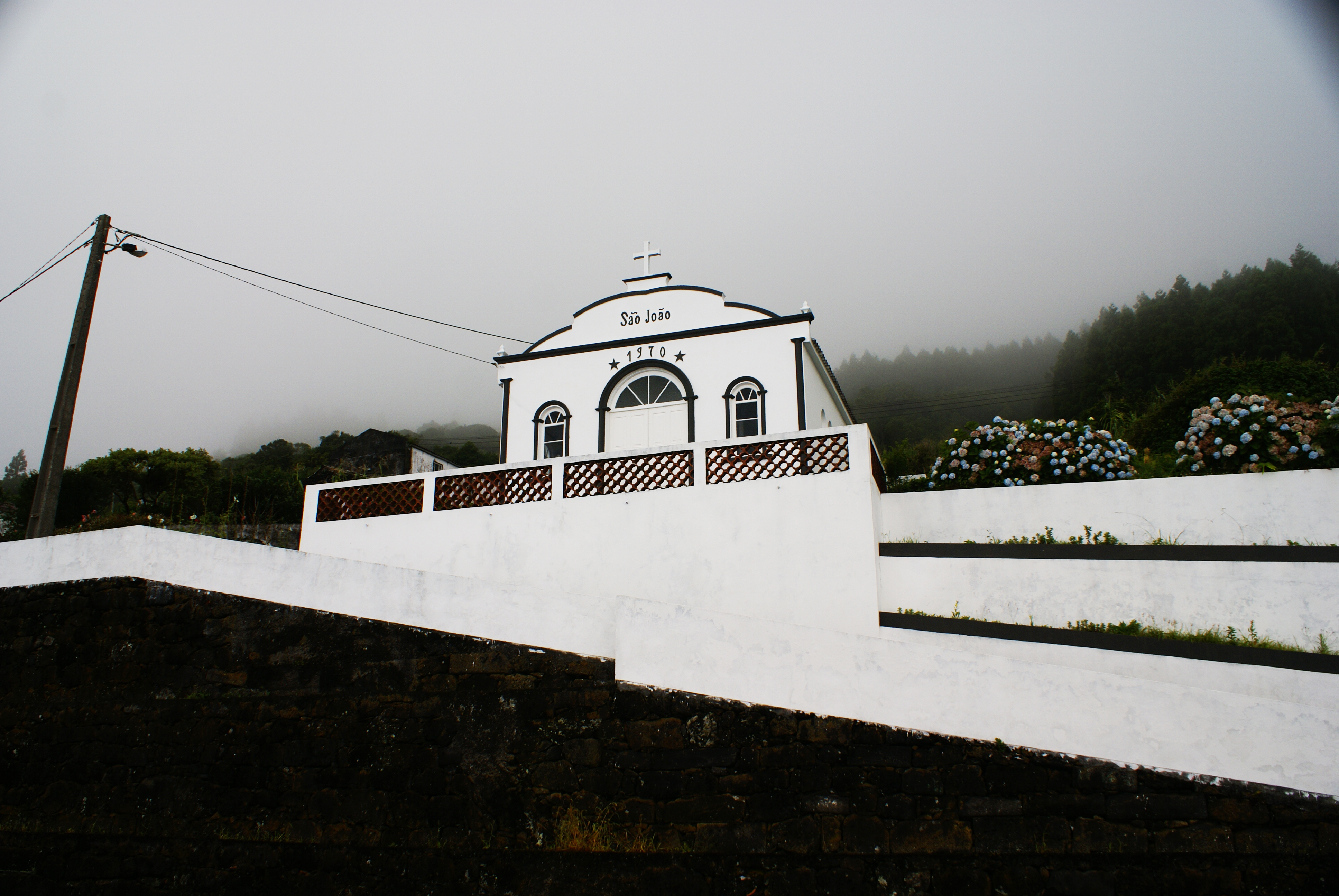
Ermida de São João.

A  Ermida de São João  é uma Ermida portuguesa localizada no lugar da Ribeira Grande na freguesia das Ribeiras, concelho das Lajes do Pico, na ilha do Pico, no arquipélago dos Açores.
Esta ermida cuja construção recua ao século XX é dedicada a devoção de São João e teve a sua construção em 1970, conforme data afixada na fachada.